# Опсонизация
Опсонизация (от др.-греч. ὀψώνιον — снабжение пищей) — процесс адсорбции опсонинов на поверхности микроорганизмов и других инородных частиц, который стимулирует и облегчает фагоцитоз данных частиц. Функцию опсонинов могут выполнять антитела или комплемент. Антитела связывают патоген фрагментами Fab, а фрагмент Fc может быть связан специфическими рецепторами  фагоцитов. Кроме фагоцитов такие рецепторы имеют лейкоциты (моноциты, нейтрофилы, эозинофилы, естественные киллеры), которые не фагоцитируют патоген, а, в ответ на связывание патогена, синтезируют цитокины или выделяют токсичные вещества, убивающие опсонизированные клетки. Этот процесс вызывает воспаление и повреждает соседние здоровые клетки.